# Dúnés diskografi
Det danske elektro-rock-band Dúnés diskografi består af tre studiealbum, seks EP'er, 15 singler og én b-side. B-siden er singlen "Heat" fra 2009, der udkom som en såkaldt "dobbelt a-side single", med nummeret "Victim Of The City" som andet nummer på udgivelsen. Dette betyder at begge numre tæller lige meget. Dúné havde valgt denne fremgangsmåde, da bandet ville promovere "Heat" i Tyskland, mens "Victim Of The City" skulle have mere opmærksomhed i Danmark.
Ep'en Bloodlines udkom kun i Schweiz, Tyskland og Østrig, og er bandets eneste udgivelse som ikke kom til Danmark.
Dúné har i alt produceret 15 musikvideoer, hvor de fire første var til singlerne fra debutalbummet We Are In There You Are Out Here. Derefter kom der tre fra Enter Metropolis samt tre fra Wild Hearts. Derudover har de lavet videoer til ikke-album singlerne "The World Is Where We're Heading (Stages)", "Life's What You Make It", "Let's Spend the Night Together" og "Antidote".

## Album

### Studiealbum
| Coverart                                                         | Titel                            | Album detaljer                                                                                             | Højeste placering | Højeste placering | Certificering       |
| Coverart                                                         | Titel                            | Album detaljer                                                                                             | Danmark           | Tyskland          | Certificering       |
| ---------------------------------------------------------------- | -------------------------------- | --- | ----------------- | ----------------- | ------------------- |
|                                                                  | We Are In There You Are Out Here | - Udgivet: 29. maj 2007 - Selskab: Iceberg Records/New Gang of Robots Rec. - Format: CD, LP og download    | 9                 | —                 | - Danmark: - Platin |
|                                                                  | Enter Metropolis                 | - Udgivet: 14. august 2009 - Selskab: Iceberg Records/New Gang of Robots Rec. - Format: CD, LP og download | 4                 | 44                | - Danmark: - Guld   |
|                                                                  | Wild Hearts                      | - Udgivet: 4. februar 2013 - Selskab: Iceberg Records/New Gang of Robots Rec. - Format: CD, LP og download | 3                 | —                 |                     |
| "—" markerer en udgivelse der ikke opnåede en hitlisteplacering. |                                  | |                   |                   |                     |

### EP'er
| Coverart | Titel                | Album detaljer                                                                                           | Højeste placering | Højeste placering |
| Coverart | Titel                | Album detaljer                                                                                           | Danmark           | Tyskland          |
| -------- | -------------------- | --- | ----------------- | ----------------- |
|          | Let's Jump           | - Udgivet: Oktober 2003 - Selskab: Egen udgivelse - Format: CD og LP                                     | —                 | —                 |
|          | Rock, Synth 'N' Roll | - Udgivet: 24. juni 2004 - Selskab: Egen udgivelse - Format: CD og LP                                    | —                 | —                 |
|          | Go Go Robot          | - Udgivet: 12. maj 2005 - Selskab: Karate Productions - Format: CD og LP                                 | —                 | —                 |
|          | Bloodlines           | - Udgivet: Maj 2007 - Selskab: Iceberg/New Gang of Robots Rec. - Red Ink./Columbia - Format: CD og LP    | —                 | —                 |
|          | Leaving Metropolis   | - Udgivet: 10. maj 2010 - Selskab: Iceberg Records/New Gang of Robots Rec. - Format: CD, LP og download  | —                 | —                 |
|          | Echoes of December   | - Udgivet: 1. december 2011 - Selskab: In It For The Money - Egen Udgivelse - Format: CD, LP og download | —                 | —                 |

## Singler
| Coverart | År   | Titel                            | Højeste placering | Højeste placering | Certificering                   | Album                            |
| Coverart | År   | Titel                            | Danmark           | Tyskland          | Certificering                   | Album                            |
| --- | ---- | -------------------------------- | ----------------- | ----------------- | ------------------------------- | -------------------------------- |
| | 2006 | Bloodlines                       | —                 | —                 |                                 | We Are In There You Are Out Here |
| | 2007 | A Blast Beat                     | —                 | —                 |                                 | We Are In There You Are Out Here |
| | 2007 | Dry Lips                         | 2                 | 86                | - Danmark: - Guld               | We Are In There You Are Out Here |
| | 2008 | 80 Years                         | 37                | —                 |                                 | We Are In There You Are Out Here |
| | 2009 | Victim Of The City               | —                 | 94                |                                 | Enter Metropolis                 |
| | 2009 | Let Go Of Your Love              | 3                 | —                 |                                 | Enter Metropolis                 |
| | 2009 | The World Is Where We're Heading | —                 | —                 |                                 | Stages soundtrack                |
| | 2010 | Please Bring Me Back             | —                 | —                 |                                 | Enter Metropolis                 |
| | 2010 | Heiress of Valentina (Princess)  | 22                | —                 | - Danmark: - Platin (streaming) | Enter Metropolis                 |
| | 2011 | Life's What You Make It          | —                 | —                 |                                 | ID:A soundtrack                  |
| | 2012 | HELL NO!                         | —                 | —                 |                                 | Wild Hearts                      |
| | 2013 | All That I Have                  | —                 | —                 |                                 | Wild Hearts                      |
| | 2013 | The Sun Over Green Hills         | —                 | —                 |                                 | Wild Hearts                      |
| | 2013 | Let's Spend the Night Together   | —                 | —                 |                                 | ikke-album single                |
| | 2014 | Antidote                         | —                 | —                 |                                 | ikke-album single                |
| | 2015 | Trying To Get To You             | —                 | —                 |                                 | Udkommer 2015                    |
| "—" marker en udgivelse der ikke opnåede en hitlisteplacering eller ikke er udgivet i det pågældende territorium. |      |                                  |                   |                   |                                 |                                  |

### B-sider
| Coverart | År   | Titel | Højeste placering | Højeste placering | Certificering | Album            |
| Coverart | År   | Titel | Danmark           | Tyskland          | Certificering | Album            |
| --- | ---- | ----- | ----------------- | ----------------- | ------------- | ---------------- |
| | 2009 | Heat  | —                 | 94                |               | Enter Metropolis |
| "—" marker en udgivelse der ikke opnåede en hitlisteplacering eller ikke er udgivet i det pågældende territorium. |      |       |                   |                   |               |                  |

## Musikvideoer
| År   | Single                           | Instruktør                             | Album                            |
| ---- | -------------------------------- | -------------------------------------- | -------------------------------- |
| 2006 | Bloodlines                       | Uffe Truust                            | We Are In There You Are Out Here |
| 2007 | A Blast Beat                     | Uffe Truust                            | We Are In There You Are Out Here |
| 2007 | Dry Lips                         | Uffe Truust                            | We Are In There You Are Out Here |
| 2008 | 80 Years                         | Uffe Truust                            | We Are In There You Are Out Here |
| 2009 | Victim Of The City               | Casper Balslev                         | Enter Metropolis                 |
| 2009 | Heat                             | Nip Yards Productions                  | Enter Metropolis                 |
| 2009 | Let Go Of Your Love              | Baris Aldag                            | Enter Metropolis                 |
| 2009 | The World Is Where We're Heading | Uffe Truust                            | Stages soundtrack                |
| 2010 | Heiress of Valentina             | Jeppe Kolstrup                         | Enter Metropolis                 |
| 2011 | Life's What You Make It          | Christian E. Christiansen              | ID:A soundtrack                  |
| 2012 | HELL NO!                         | Paw Ager, Christian Skjølstrup og Dúné | Wild Hearts                      |
| 2013 | All That I Have                  | Mehdi Avaz                             | Wild Hearts                      |
| 2013 | The Sun Over Green Hills         | Jasper Carlberg og Botan Christensen   | Wild Hearts                      |
| 2013 | Let's Spend the Night Together   | Mehdi Avaz                             | Ikke album-single                |
| 2014 | Antidote                         | Jeppe Kolstrup                         | Ikke album-single                |